# Луговский, Сергей Иванович
Луговский Сергей Иванович (бел. Сяргей Іванавіч Лугоўскі; 29 июня 1912, Житомир — 18 февраля 2002, Москва) — советский и белорусский учёный в области вентиляции и кондиционирования воздуха, пылеулавливания и охраны воздушного бассейна от загрязнения вредными веществами. Доктор технических наук (1955), профессор (1955).

## Биография
Родился 29 июня 1912 года в городе Житомир в семье военнослужащего.
По окончании Житомирской земельно-устроительной профшколы принимал участие в строительстве Криворожского металлургического комбината.
В 1932—1937 годах — студент Криворожского горнорудного института и Днепропетровского горного института. Работал начальником шахты и заместителем главного инженера рудоуправления треста «Никополь-Марганец».
В январе 1941 года С. И. Луговский был зачислен аспирантом Криворожского горнорудного института. Он успевает сдать экзамены кандидатского минимума, но в связи с началом Великой Отечественной войны по мобилизации отправляется в Севастополь в действующий Черноморский военно-морской флот.
В годы Великой Отечественной войны служил на флоте. Принимал участие в обороне Севастополя и Москвы. После освобождения Украины от немецко-фашистских захватчиков как горный инженер направлен на восстановление народного хозяйства (шахт) республики.
В 1946—1957 годах — ассистент, доцент, затем профессор Криворожского горнорудного института. В марте 1948 года защищает кандидатскую диссертацию по аэродинамике вентиляционных сетей, а 7 июля 1956 года — докторскую диссертацию «Проветривание рудных шахт после массовых взрывов».
В 1957—1963 годах — проректор по научной работе Криворожского горнорудного института, заведующий кафедрой рудничной вентиляции и охраны труда, ответственный редактор сборника научных трудов.
В 1962—1972 годах — заведующий кафедрой теплотехники Волгоградского института инженеров городского хозяйства, ответственный редактор сборников научных трудов, член специализированных советов по защите диссертаций.
В 1972 году переходит на работу в Новополоцкий филиал Белорусского технологического института и становится его первым профессором, что сыграло существенную роль в преобразовании филиала в самостоятельный вуз — Новополоцкий политехнический институт (НПИ).
В 1972—1988 годах — заведующий кафедрой санитарной техники и охраны труда НПИ.
В 1973—1976 годах — председатель Комиссии по экологии Новополоцкого городского совета.
В 1976—1986 годах — член специализированного Совета по защите диссертаций при Белорусском политехническом институте (Минск).
В 1988—2000 годах — профессор кафедры теплогазоснабжения, вентиляции и охраны воздушного бассейна НПИ (после 1993 года — Полоцкого государственного университета).
В 1995—1999 годах — член Совета по защите диссертаций при Полоцком государственном университете.

## Научная деятельность
Основное научное направление С. И. Луговского — аэродинамика, рудничная аэрология, гражданская и промышленная вентиляция, кондиционирование воздуха, пылегазоулавливание и охрана воздушной среды в зданиях и наружного атмосферного воздуха от загрязнения вредными веществами.
Подготовил 46 кандидатов наук. 7 его учеников стали докторами наук.

## Награды
- Медаль «За оборону Севастополя» (1942);
- Медаль «За оборону Москвы» (1946);
- Медаль «За доблестный труд в Великой Отечественной войне» (1946);
- Орден Трудового Красного Знамени (1961);
- Орден «Знак Почёта» (1971);
- Почётная грамота и нагрудный знак Верховного Совета БССР за успехи в развитии науки и техники и подготовке специалистов для народного хозяйства (1982);
- Орден Отечественной войны 2-й степени (1985);
- Почётная грамота Высшей аттестационной комиссии при Совете Министров Республики Беларусь (БелВАК) за достижения в подготовке и аттестации научных кадров (1998).